# Монтелаго
Монтелаго је насеље у Италији у округу Анкона, региону Марке.
Према процени из 2011. у насељу је живело 67 становника. Насеље се налази на надморској висини од 729 м.